# Mark Mazower
Mark Mazower (Londra, 20 febbraio 1958) è uno storico e scrittore britannico.
Attualmente insegna storia alla Columbia University di New York.

## Biografia
Laureatosi all'Università di Oxford nel 1981, Mazower ha conseguito il dottorato nel 1988 nella medesima Università. Ha insegnato alle Università di Londra, del Sussex e a Princeton.
Dal 2002 ha iniziato a scrivere per diversi quotidiani britannici - occupandosi di affari internazionali, e come commentatore e recensore di libri, per il Financial Times e The Independent.
Lo storico ha eletto a suo campo d'indagine privilegiato la storia della Grecia moderna e della penisola balcanica. Più in generale Mazower si è interessato alla storia d'Europa del XX secolo. Nel libro Le ombre dell'Europa. Democrazie e totalitarismi nel XX secolo egli sostiene che il trionfo della democrazia in Europa non era inevitabile, ma è stato il risultato di elementi contingenti.
Nel 2004 ha vinto il Duff Cooper Prize con Salonicco, città di fantasmi.
Nel 2022 ha ricevuto la cittadinanza onoraria greca.

## Pubblicazioni
Mazower pubblica Governing the World: The History of an Idea, 1815 to the Present nel 2012: diviso in due parti, nella seconda ritrae la fondazione e lo sviluppo delle Nazioni Unite e mette in evidenza come la politica estera americana abbia largamente plasmato il sistema internazionale conosciuto oggi dal mondo. Il ruolo strumentale che le grandi potenze hanno svolto all'ONU o nella Società delle Nazioni è assodato. Nella prima come nella seconda guerra mondiale, le maggiori potenze volevano creare un "equilibrio di potere". Mazower chiarisce che la governance globale si è evoluta dal cuore dell'Europa e si è diffusa attraverso l'Atlantico, a seconda del potere egemonico del momento.
L'internazionalismo ha avuto inizio con gli accordi tra le potenze europee stipulatrici della Pace di Westfalia per stabilire accordi territoriali e trattati di pace. Con le grandi guerre mondiali c'è stato un cambiamento di paradigma e adesso il sistema internazionale abbraccia il mondo intero e migliaia di organizzazioni internazionali per affrontare temi dell'agenda globale.
Nel secolo scorso grandi potenze come Stati Uniti e Gran Bretagna hanno investito nella creazione di organismi internazionali come la Società delle Nazioni, poi l'ONU e la Banca Mondiale. Mazower espone come le istituzioni internazionali siano state limitate dall'agenda politica delle grandi potenze. “Le grandi organizzazioni internazionali come la Società delle Nazioni e le Nazioni Unite non sono cresciute gradualmente, anzi, sponsorizzate dalle grandi potenze, le loro nascite sono state brusche, e la guerra è stata la loro levatrice” [1].
La Società delle Nazioni ha creato un precedente per la cooperazione internazionale "in tempo di guerra" tra Russia, Stati Uniti, Regno Unito e Cina; le Nazioni Unite erano la continuazione. La cooperazione è stata istituzionalizzata attraverso l'appartenenza permanente al Consiglio di Sicurezza dell'ONU, che include il potere di veto dei poteri. Si basa anche sulla "Carta Atlantica" firmata da Roosevelt e Churchill in tempo di guerra. Al di là delle società internazionali il cui obiettivo era promuovere la pace, il XX secolo è stato pieno di organizzazioni specializzate in questioni economiche e sociali; proprio come a Bretton Woods è stata creata la Banca Mondiale o il Fondo Monetario Internazionale.
La storia che Mazower racconta nel suo libro non è solo incentrata sulla Guerra Fredda, dove e come ha determinato lo sviluppo delle Nazioni Unite, ma si concentra anche sulla decolonizzazione e sui regolamenti economici globali dentro e fuori le istituzioni delle Nazioni Unite. Nazioni. Ora, Mazower enfatizza la decolonizzazione e lo "sviluppo" perché fa parte dello sviluppo dell'egemonia statunitense nella seconda metà del XX secolo.
Mazower non guarda solo alla storia americana e alla sua influenza sulle relazioni internazionali nel secolo scorso, ma si concentra anche sul Terzo mondo e sulle politiche che hanno aiutato il suo "sviluppo". Mazower descrive gli intellettuali e le istituzioni internazionali che hanno plasmato le relazioni internazionali al fine di comprendere meglio le dinamiche di potere ideologico alla base dello sviluppo delle istituzioni globali.
Le Nazioni Unite parrebbero una storia di successo in termini di assistenza nella cooperazione internazionale, ma l'uso controverso del potere di veto dei membri permanenti del Consiglio di Sicurezza 
"La precondizione era la distensione, lo stesso cambiamento geopolitico che aveva rovinato il terreno sotto il nuovo ordine economico internazionale... una serie di conferenze sulla sicurezza e la cooperazione ebbero luogo all'inizio degli anni '70. [2]" Per Mazower, il neoliberismo era il principale strumento per la creazione di istituzioni internazionali nonché del Fondo Monetario Internazionale, della Banca Mondiale; infine, attuare politiche con l'obiettivo di ridurre la spesa pubblica e privatizzare le imprese.
Mazower si concentra sulla storia concreta del diritto internazionale nell'era delle Nazioni Unite. Ci sono stati grandi successi nei primi quattro decenni della creazione dell'ONU in termini di diritto del mare, trattati, diritti umani e autodeterminazione dei popoli, che è strettamente legato ai tentativi di decolonizzazione, sviluppo e garanzia di diritti umani all'interno delle Nazioni Unite. Allo stesso modo, Mazower si concentra sulla prospettiva di grandi potenze come gli inglesi o gli Stati Uniti, che sono in definitiva le forze trainanti nella creazione e nello sviluppo sia del diritto internazionale che delle istituzioni internazionali.
Mazower espone i diversi approcci delle varie amministrazioni degli Stati Uniti nei confronti delle Nazioni Unite e, come il governo americano principalmente durante le amministrazioni repubblicane, abbia agito per proprio interesse e quasi sempre creando organismi internazionali per emarginare le Nazioni Unite, come l'International Fondo monetario o Banca mondiale. Approfittando delle conseguenze della guerra, derivate dal totalitarismo, gli Stati Uniti guidarono l'ascesa dell'ordine liberale del dopoguerra; volevano impedire l'emergere di nuovi totalitarismi, motivo per cui è stato sostenuto dalle grandi potenze. Più volte, gli Stati Uniti hanno minacciato di lasciare i vari organi delle Nazioni Unite, il che ha causato destabilizzazione nelle relazioni internazionali. Allo stesso modo, con le idee di Kennan e Morgenthau, attraverso accordi bilaterali, ha permesso alla politica estera degli Stati Uniti di essere interventista e di impegnarsi nella cooperazione internazionale; "In effetti, l'esistenza dell'organismo mondiale ha fornito alla politica estera americana una via d'uscita alternativa e, sebbene avesse sia vantaggi che svantaggi rispetto alla cooperazione unilaterale, ha fornito un maggiore spazio di manovra. Washington poteva decidere quando e quando lavorare a livello multilaterale. individualmente. , a seconda di quali circostanze impongono "[3]. Di solito, come strumenti per guidare la politica estera, pragmatismo e vero realismo venivano usati insieme alle istituzioni internazionali.
Mazower critica le Nazioni Unite per le sue azioni nel mondo post-coloniale in ascesa; ci si chiede se ci sia stato uno sviluppo economico globale, dovuto principalmente ai presunti progressi nel "Terzo Mondo".
Come dichiarò Rusk nel 1965: "Non possiamo continuare a garantire le benedizioni della libertà per noi stessi e per i posteri isolando la nostra nazione [...] Oggi possiamo essere al sicuro solo nella misura in cui il nostro ambiente è sicuro" [4]. Gli Stati Uniti hanno abusato di altri stati nel tentativo di modernizzare e proteggere la propria sfera di influenza.
"L'idea di governare il mondo sta diventando il sogno di ieri" [5]; Mazower conclude che il vuoto nell'Organizzazione mondiale del commercio, nella Banca mondiale e nel Fondo monetario internazionale è sempre più riempito da “esperti e autoregolatori interessati” [5]. «Oggi le istituzioni di governo hanno perso di vista il principio della politica, radicato nei valori collettivi della res publica, pur continuando a difendere la “civiltà del capitale”[5]. Le persone di tutto il mondo hanno bisogno di trovare” un nuovo modo di fede nelle nostre capacità collettive di plasmare il futuro [6] "se ci sarà una comunità internazionale basata sugli interessi dei suoi cittadini. Mazower conclude che il tentativo di regolare il mondo non ha funzionato, sebbene le molteplici le organizzazioni internazionali hanno avuto un bene All'inizio, vari poteri e stati della società internazionale hanno approfittato delle relazioni multilaterali.

## Premi e riconoscimenti
Diversi i premi ottenuti dallo storico fino ad oggi
- 2023 - Gennadius Prize
- 2022 - Honorary Citizenship, Republic of Greece
- 2019 - Fellow of the British Academy
- 2019 - D. Litt., honoris causa, Catholic University of Leuven
- 2015 - D. Litt., honoris cause, University of Athens
- 2012 - Dido Sotiriou Award of the Hellenic Authors Society
- 2011 - Society of Columbia Graduates Great Teacher Award
- 2010 - Fellow, American Academy of Arts and Sciences
- 2009 - Hitler's Empire: Trilling Award
- 2009 - Hitler's Empire: LA Times Book Prize for History
- 2005 - Salonica, City of Ghosts: Duff Cooper Prize
- 2005 - John Criticos Prize, Runciman Prize, National Jewish Book Award
- 2002 - Dark Continent: German History Book Prize
- 2001 - The Balkans: Wolfson Prize for History
- 2001 - The Balkans: Adolphe Bentinck Prize
- 2001 - Dark Continent: Premio Acqui

## Opere
- (EN) Greece and the Inter-War Economic Crisis, Clarendon Press, 1989.
- (EN) Inside Hitler's Greece: The Experience of Occupation, 1941-1944, Yale University Press, 1993.
- Le ombre d’Europa. Democrazie e Totalitarismi nel XX secolo (Dark Continent: Europe's Twentieth Century, 1998), traduzione di S. Minucci, Collezione Storica, Milano, Garzanti, 2000, ISBN 978-88-11-69323-9.
- (EN) The Balkans: A Short History, (from the 'Universal History' series), London, Weidenfeld & Nicolson, 2000. - col titolo The Balkans: From the End of Byzantium to the Present Day, Phoenix, 2002.
- Salonicco, città di fantasmi. Cristiani, musulmani ed ebrei tra il 1430 e il 1950 (Salonica, City of Ghosts: Christians, Muslims and Jews, 1430–1950, 2004), traduzione di R. Merlini, Collezione Storica, Milano, Garzanti, 2007, ISBN 978-88-11-69327-7.
- L'impero di Hitler. Come i nazisti governavano l'Europa occupata (Hitler's Empire: Nazi Rule in Occupied Europe, 2008), traduzione di F. Gimelli, Collezione Le Scie.Nuova serie stranieri, Milano, Mondadori, 2010, ISBN 978-88-04-60467-9.
- (EN) No Enchanted Palace: The End of Empire and the Ideological Origins of the United Nations, Princeton and Oxford, Princeton University Press, 2009, ISBN 978-1-4008-3166-1.
- (EN) Governing the World: The History of an Idea, 1815 to the Present, London, Penguin Group, 2012, ISBN 978-1-59420-349-7.
- What You Did Not Tell: A Russian Past and the Journey Home, Penguin, 2018, ISBN 978-01-419-8684-5. [memorie familiari]
- Grecia 1821. La rivoluzione che cambiò l'Europa (The Greek Revolution: 1821 and the Making of Modern Europe, 2021), Collana Cultura Storica, Roma-Bari, Laterza, 2024, ISBN 978-88-581-4413-8.

### Curatele
- The Policing of Politics in the Twentieth Century: Historical Perspectives, Berghahn, 1997.
- After the War was Over: Reconstructing the Family, Nation and State in Greece, 1943–1960, Princeton UP, 2000.
- Ideologies and National Identities: The Case of Twentieth-Century South-Eastern Europe, come co-curatore, Central European University Press, 2003.
- Networks of Power in Modern Greece, C Hurst & Co Publishers Ltd, 2008.

### Articoli
"The Man Who Was France" (review of Julian Jackson, De Gaulle, Belknap Press / Harvard University Press, 2018, 887 pp.), The New York Review of Books, vol. LXVII, no. 1 (16 January 2020), pp. 45–46, 48.